# Neustadt (Vetschau/Spreewald)

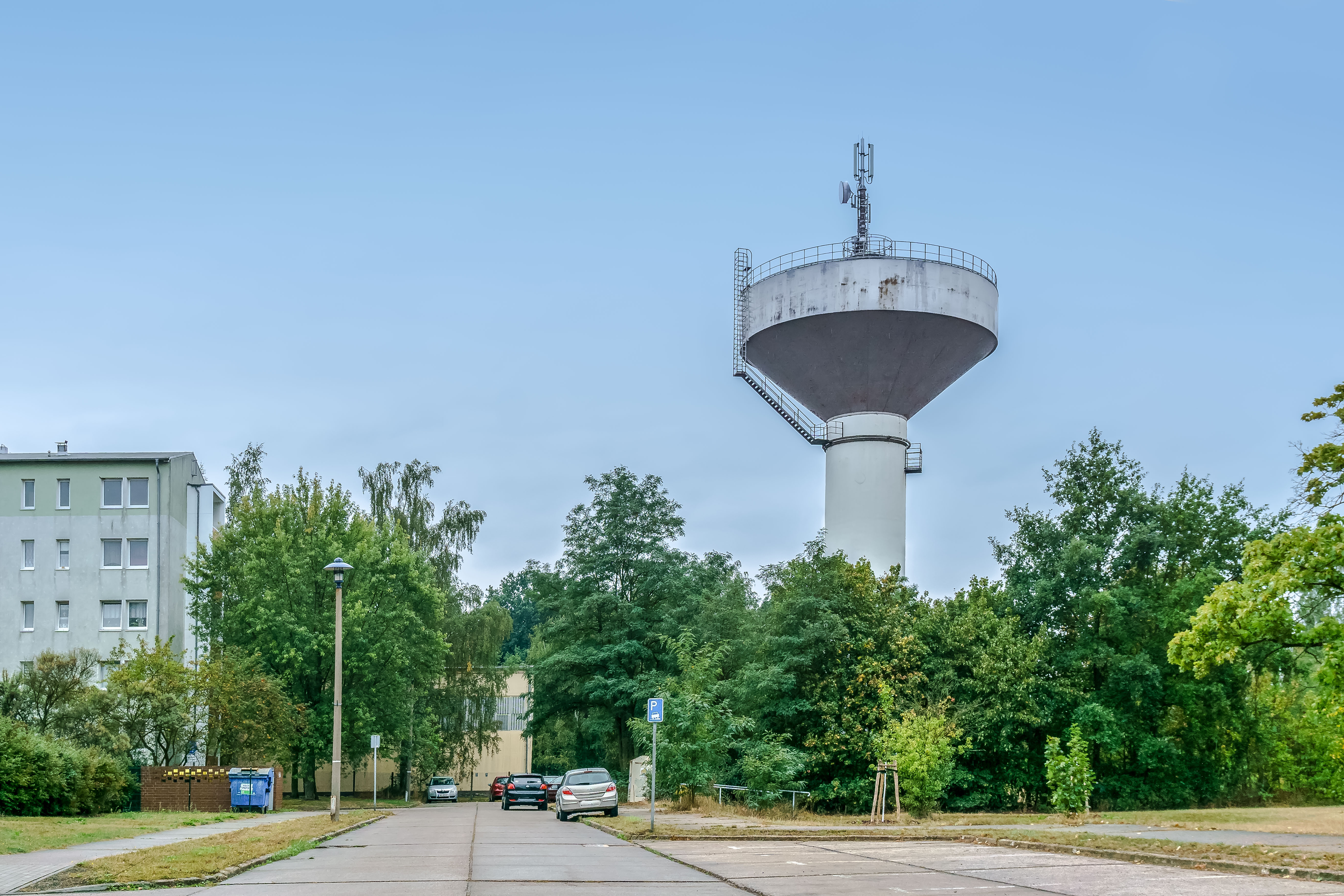
Wasserturm

Neustadt, niedersorbisch Nowe Město, ist ein zur Kernstadt gehörender Wohnplatz der Stadt Vetschau/Spreewald im Landkreis Oberspreewald-Lausitz in Brandenburg. Die Entstehung der Siedlung ist eng mit der des Kraftwerks Vetschau verbunden.

## Lage
Die Vetschauer Neustadt liegt in der Niederlausitz, unmittelbar östlich der Altstadt und 17 Kilometer westnordwestlich von Cottbus. Umliegende Ortschaften sind Suschow im Norden, Märkischheide im Nordosten, Eichow im Südosten, Lobendorf im Süden, Brandtemühle im Südwesten und die Altstadt im Westen. Nördlich der Neustadt liegt die Bahnstrecke Berlin–Görlitz mit dem Vetschauer Bahnhof, südlich die Landesstraße 49 sowie die Bundesautobahn 15.

## Geschichte
Das Gebiet des heutigen Stadtteils Neustadt gehörte bis zum 1. April 1959 zur Gemeinde Märkischheide, die an diesem Tag in die Stadt Vetschau eingegliedert wurde. Am 19. August 1960 erfolgte die Grundsteinlegung für den Bau des Kraftwerks Vetschau, das von den Braunkohletagebauen Gräbendorf und Seese-Ost beschickt wurde. Die Neustadt entstand zeitgleich mit dem Bau des Kraftwerks als Großwohnsiedlung und diente der Schaffung von Wohnraum für die Beschäftigten in der Kohleindustrie. Die damalige F 115 (heute Landesstraße 49) wurde als Ortsumgehung südlich an der Neustadt vorbeigelegt, die heutige Kraftwerkstraße quer durch den Stadtteil ist mit der Trasse der ehemaligen F 115 identisch.
Die ersten Wohnblöcke entstanden in der heutigen Wilhelm-Pieck- und Juri-Gagarin-Straße und waren Ziegelbauten mit gedeckten Sattel- bzw. Walmdächern. Bereits zuvor wurden mehrere Wohnblöcke in der Straße des Aufbaus errichtet, die jedoch nicht direkt zur Neustadt gehört. In den 1980er-Jahren entstanden zusätzlich noch mehrere Wohnblöcke in Form einer Plattenbausiedlung südlich der Kraftwerkstraße. 1985 erfolgte der Bau des letzten Plattenbaus. Durch den Strukturwandel wurde die Braunkohleförderung zunächst 1992 im Tagebau Gräbendorf und 1996 auch im Tagebau Seese-Ost eingestellt. Ebenfalls 1996 wurde der Betrieb des Kraftwerkes Vetschau eingestellt, 1997 wurden die Schornsteine und am 26. Mai 2013 der Rest des Kraftwerkes gesprengt. Aufgrund des Bevölkerungsrückgangs und des daraus resultierenden Wohnungsleerstandes wurden Teile der Vetschauer Neustadt in den letzten Jahren zurückgebaut.
Verwaltungstechnisch gehörte die Vetschauer Neustadt in der DDR zum Kreis Calau im Bezirk Cottbus. Nach der Wiedervereinigung gehörte die Siedlung zunächst zum Landkreis Calau in Brandenburg, der am 6. Dezember 1993 im neuen Landkreis Oberspreewald-Lausitz aufging.